# Rhüden
Rhüden ist ein Stadtteil von Seesen im Landkreis Goslar in Niedersachsen (Deutschland) und ist ca. 6 Kilometer vom Harzrand entfernt.

## Geographie
Der Ort liegt am Westrand des Harzes bzw. östlich des Höhenzugs Heber am Fluss Nette sowie auch zwischen Bornhausen und Bornum.

### Ortsgliederung
Neben den ehemaligen Ortsteilen Groß Rhüden (westlicher Teil) und Klein Rhüden (östlicher Teil des heutigen Kernortes) gehören auch die Wohnplätze Ober- und Unterpanshausen sowie Teile von Ödishausen zu Rhüden.

## Geschichte
Erste urkundliche Belege für Rhüden finden sich aus der Zeit zwischen den Jahren 826 und 853. Der Ort war durch eine im 13. Jahrhundert vorgenommene Teilung des Ambergaus über 700 Jahre geteilt. Dadurch entstanden schließlich die beiden Gemeinden Groß Rhüden und Klein Rhüden, die am 1. März 1974 in die Stadt Seesen eingegliedert wurden. Im Jahr 1976 wurden beide Orte zum Ortsteil Rhüden zusammengefasst.
Vermutlich war diese Gegend schon in der Bronzezeit bewohnt, denn Forscher entdeckten hier zahlreiche Fundstücke aus dieser Epoche. Urkundlich nachgewiesen ist die Besiedelung aber erst seit der ersten Hälfte des 9. Jahrhunderts. Damals entstand der Ort wahrscheinlich im Rahmen der Christianisierung der einheimischen Sachsen durch die Franken. Das ursprüngliche Sumpfland wurde dabei entwässert und somit für den Menschen nutzbar gemacht.
In der Zeit von 1685 bis 1865 lebte der Ort auch von der Salzquelle. Die achtprozentige Sole stammte aus einem 30 Fuß (etwa 10 m) tiefen Brunnen. Das Gradierwerk war von 1046 Fuß Länge; zwei Pfannen maßen 20 × 14 × 8 Fuß. Jährlich wurden bis zu 300 Tonnen Siedesalz gewonnen.
Auf derselben Salzlagerstätte, die auch die Salzquelle hervorbrachte, entstand in den Jahren ab 1893 das Kaliwerk Rhüden (Gewerkschaft Carlsfund), das bis Mitte der 1920er Jahre Bestand hatte. Noch heute kann man Reste des Bergbaus entdecken. Die Häuser auf der „Kolonie“ stammen aus dieser Zeit, sie wurden als Werkswohnungen für die Bergleute des Kaliwerkes errichtet.

## Politik

### Ortsrat
Der Ortsrat setzt sich aus neun Ratsfrauen und Ratsherren zusammen.
Bei der Kommunalwahl 2021 ergab sich folgende Sitzverteilung (Veränderungen zu 2016):
- SPD: 6 Sitze (+1)
- CDU: 3 Sitze (−1)

### Ortsbürgermeister
Ortsbürgermeister ist seit dem 11. September 2016 Frank Hencken (SPD).

### Wappen
| Wappen von Rhüden | Blasonierung: „In Rot drei steigende goldene Wolfsangeln (2:1), darüber ein springendes silbernes Ross.“ |
| Wappen von Rhüden | Wappenbegründung: Die Forsthaken standen als Motiv für Groß Rhüden bereits zur Verfügung, doch suchte man vergebens nach einem Wappen von Klein Rhüden. Da Klein Rhüden früher zum Land Braunschweig gehört hatte, nahm man ersatzweise das Niedersachsen- bzw. Welfenross in den Schild auf. Nach der Gebietsreform 1972 erwachte in den nunmehr zu einem Seesener Stadtteil vereinigten Rhüden der Wunsch nach einem gemeinsamen Wappen. Obwohl der ohne Beteiligung eines Heraldikers oder des Staatsarchivs zustande gekommene Entwurf in heraldischer Hinsicht nicht voll befriedigt, beschloss der Ortsrat am 4. Mai 1998 aus praktischen Gründen und weil das Wappen bereits vielfach in Gebrauch ist, es dabei zu belassen. |

Wappen von Groß Rhüden
| Wappen von Groß Rhüden | Blasonierung: „In Gold drei steigende rote Wolfsangeln (2:1).“ |
| Wappen von Groß Rhüden | Wappenbegründung: Groß Rhüden gehörte früher zum Hochstift Hildesheim und später zu Hannover und Preußen. Mit den drei „Wolfsangeln“ bzw. Forsthaken handelt es sich eigentlich um das Wappen der Familie von Brabeck. Diesem Geschlecht gehörte der Fürstbischof Jobst Edmund an, der von 1688 bis 1702 regierte und seinen Verwandten, den Freiherren von Brabeck, sämtliche bergmännischen Unternehmungen im Hochstift übertragen hatte. Zu diesen zählte auch die Salzgewinnung. Westlich von Groß Rhüden traten aus den Buntsandsteinschichten Solequellen zutage. Um 1690 legten die von Brabeck hier eine Saline an, die jährlich bis zu 8000 Zentner Salz lieferte, bis man 1871 den Betrieb einstellte. Das Wappen ist wohl in den dreißiger Jahren des 20. Jahrhunderts, jedenfalls vor 1945, eingeführt worden. |

## Wirtschaft und Infrastruktur

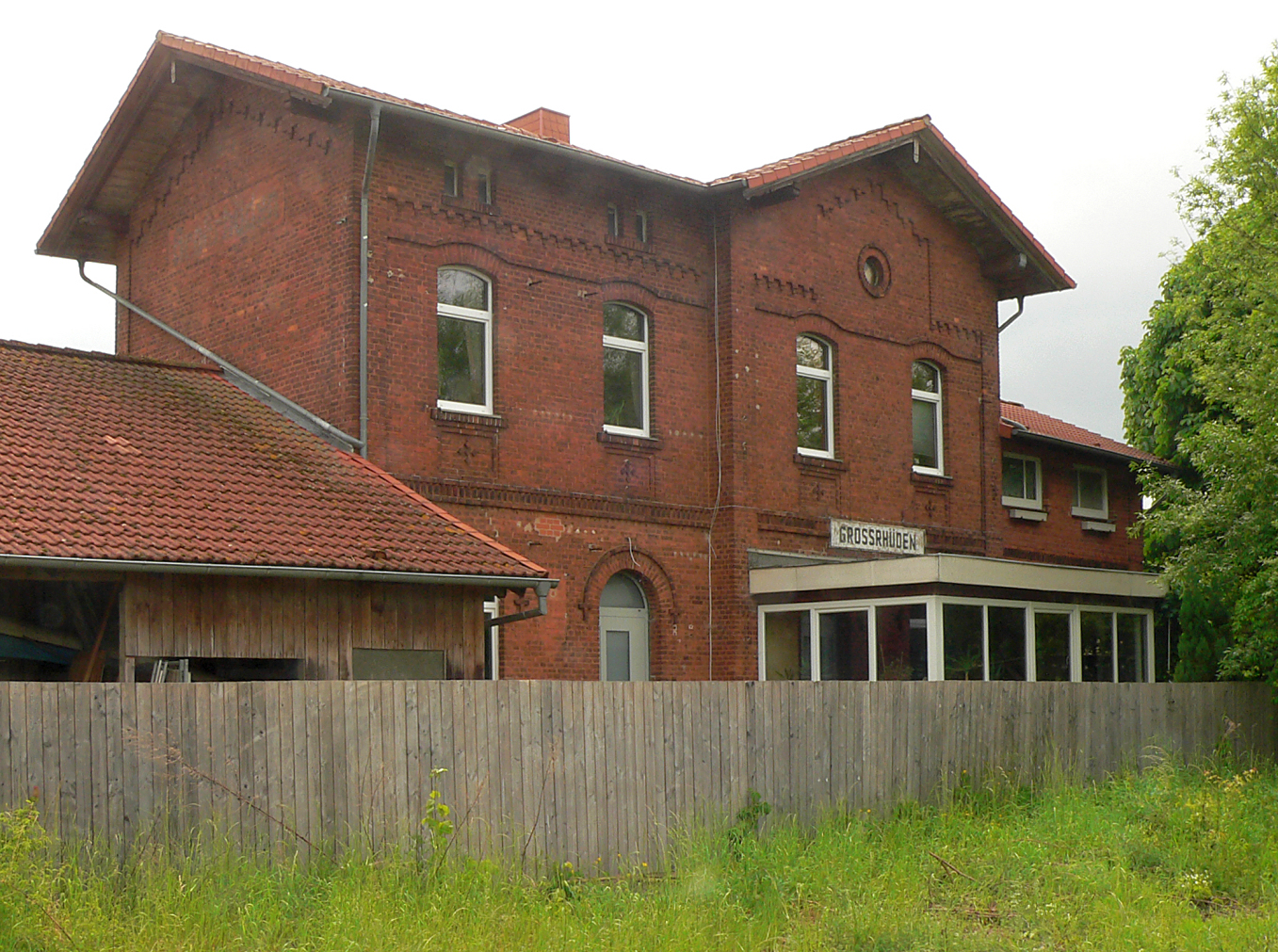
Früheres Bahnhofsgebäude

Rhüden liegt an den Bundesstraßen 243 und 82 sowie der Bundesautobahn 7 (Anschlussstelle 66 Rhüden). 
An der in diesem Bereich stillgelegten Bahnstrecke Derneburg–Seesen befand sich der Bahnhof Großrhüden (Kürzel: HGRR). Das Bahnhofsgebäude wurde von 1885 bis 1887 erbaut.
Traditionell bot der Ort neben den landwirtschaftlichen Betrieben und Nebenerwerbsbetrieben auch einigen Handwerkern Beschäftigung. Rhüden ist neben Münchehof ein Unterzentrum der Stadt Seesen. Der Großteil der Rhüdener Einwohner pendelt jedoch in umliegende Orte zur Arbeit.

## Religionen

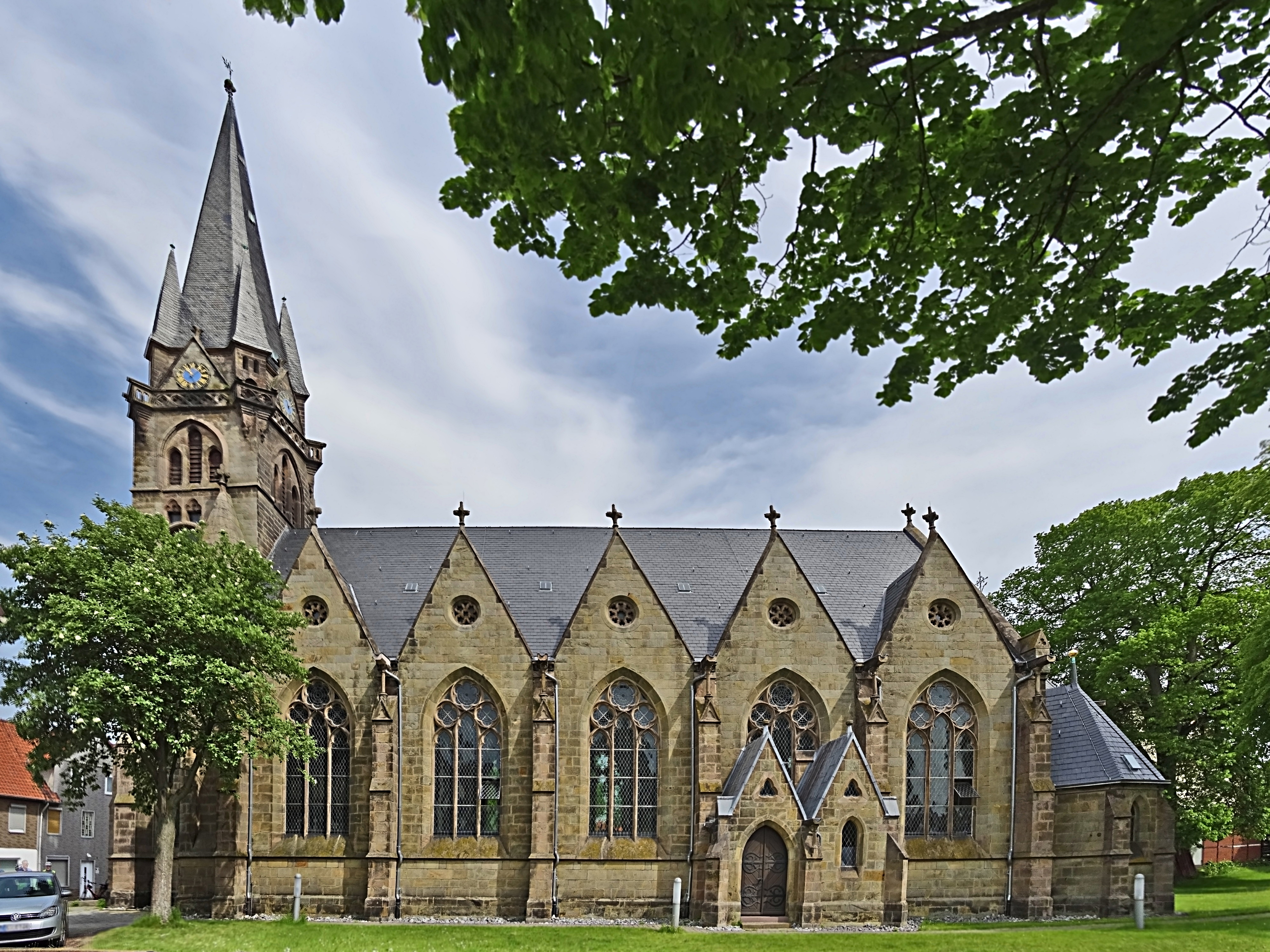
Kirche in Klein Rhüden

In Rhüden befindet sich die im 19. Jahrhundert erbaute evangelische Kirche St. Martini, zur Propstei Gandersheim-Seesen gehörend.
Sie wurde in den Jahren 1885 bis 1888 nach Plänen von Conrad Wilhelm Hase im Stil der Neogotik am Standort eines im Jahre 1834 durch Brand zerstörten Vorgängerbaues errichtet. Das malerische Gotteshaus aus Sandstein besitzt einen 53 Meter hohen Kirchturm und bietet im Inneren Sitzplätze für rund 400 Menschen.
Die katholische Kirche St. Oliver wurde 1976 erbaut. 2007 erfolgte ihre Profanierung, heute wird sie vom Musikverein Rhüden von 1901 e. V. als Vereinsheim genutzt. Die nächstliegenden katholischen Kirchen befinden sich heute jeweils ca. 8 km entfernt in Bilderlahe, Seesen und Bockenem (Landkreis Hildesheim).